# Pierre François de Saint-Priest
Pour les articles homonymes, voir Saint-Priest (homonymie).
Pierre François Félix de Saint-Priest est un homme politique français né le 13 janvier 1801 à Bretenoux (Lot) et décédé le 12 janvier 1851 à Saint-Céré (Lot).

## Biographie
Avocat à Toulouse, il est conseiller général en 1840 et député du Lot de 1842 à 1846, siégeant dans l'opposition à la Monarchie de Juillet. Il retrouve son siège de 1848 à 1851, siégeant à droite. Il fait partie du comité de la rue de Poitiers.

## Sources
- « Pierre François de Saint-Priest », dans Adolphe Robert et Gaston Cougny, Dictionnaire des parlementaires français, Edgar Bourloton, 1889-1891 [détail de l’édition]